# Epeolus barberiellus
Epeolus barberiellus là một loài Hymenoptera trong họ Apidae. Loài này được Cockerell mô tả khoa học năm 1907.